# قوس جيب التمام
في الرياضيات، دالة قوس جيب التمام (بالإنجليزية: Arccosine)‏ لعدد حقيقي المحصور بين –1 و 1 هي الدالة العكسية لدالة جيب التمام، مستقرها هو {\displaystyle [0,\pi ]}، وحدتها هي الراديان.
الدالة التي ترفق بكل عدد حقيقي المحصور بين –1 و 1 قيمة قوس جيب التمام الخاص به يرمز لها بـ arccos أو cos -1. ومن ثم تكون الدالة العكسية لدالة جيب التمام المثلثية المقتصرة إلى المجال {\displaystyle \left[-{\frac {\pi }{2}},{\frac {\pi }{2}}\right]} .
في المَعْلم الديكارتي المتعامد والمتجانس (متعامد ممنظم) للمستوي، يتم الحصول على التمثيل البياني لدالة قوس جيب تمام الزاوية انطلاقا من التمثيل البياني لدالة جيب التمام المقتصرة إلى المجال {\displaystyle [0,\pi ]} بواسطة انعكاس حول المحور ذو المعادلة y = x.

## مشتق
دالة جيب التمام العكسية تقبل الإشتقاق على المجال ]–1, 1[ ودالتها المشتقة هي:
{\displaystyle \arccos 'x={\frac {-1}{\sqrt {1-x^{2}}}}}

### إثبات
يمكن كتابة مشتقة الدالة بهذه الصيغة:{\displaystyle (\arccos x)'={d \over dx}\arccos x}
نضع {\displaystyle \theta =\arccos x}:
{\displaystyle {\frac {d\theta }{d\cos \theta }}={\frac {d\theta }{-d\theta \sin \theta }}={\frac {-1}{\sin \theta }}={\frac {-1}{\sqrt {1-\cos ^{2}\theta }}}={\frac {-1}{\sqrt {1-x^{2}}}}}
إثبات آخر
يمكن إيجاد مشتقة دالة arccos(x) عن طريق تفاضل مركب دالتين (دالة ومعكوسها):
- إذا كانت cos(arccos(x)) = x بتفاضل الطرفين معاً ينتج:
{\displaystyle (\cos(\arccos(x))'={-\sin(\arccos(x))}{d \over dx}\arccos x}
أي أن:
{\displaystyle \ (x)'=-{\sqrt {1-\cos ^{2}(\arccos(x))}}{d \over dx}\arccos x}
يُستنتج من ذلك:
{\displaystyle \ 1=-{\sqrt {1-x^{2}}}{d \over dx}\arccos x}
بترتيبها تنتج المشتقة:
{\displaystyle \ {d \over dx}{\arccos(x)}={\frac {-1}{\sqrt {1-x^{2}}}}}

## الشكل التكاملي
يمكن كتابة هذه الدالة على شكل التكامل المحدد:
 {\displaystyle \arccos x=\int _{1}^{x}{\frac {-1}{\sqrt {1-t^{2}}}}dt}

## المشتق العكسي
يمكن الحصول على المشتق العكسي لدالة قوس الجيب عن طريق التكامل بالتجزئة:
{\displaystyle \int \arccos(x)dx=x\,\arccos(x)-{\sqrt {1-x^{2}}}+C}

## العلاقة بين قوس الجيب وقوس جيب التمام

(بالأزرق) و (بالأحمر)

لكل عدد حقيقي x محصور بين –1 و 1 :
{\displaystyle \arccos x+\arcsin x={\frac {\pi }{2}}}

### إثبات
يمكن أن نستنتج العلاقة بين arccos(x) و arcsin(x) كالتالي:
نأخذ:
{\displaystyle \ y=\arccos(x)}
{\displaystyle \cos(y)=x}
يعني:
{\displaystyle \sin {\left({\frac {\pi }{2}}-y\right)}=x}
ومنه:
{\displaystyle {\frac {\pi }{2}}-y=\arcsin(x)}
أي:
{\displaystyle {\frac {\pi }{2}}-\arccos(x)=\arcsin(x)}
و بترتيبها نحصل على:
{\displaystyle \arccos(x)+\arcsin(x)={\frac {\pi }{2}}}
إثبات آخر
نشتق الدالة {\displaystyle \arccos(x)+\arcsin(x)}:
{\displaystyle {\frac {-1}{\sqrt {1-x^{2}}}}+{\frac {1}{\sqrt {1-x^{2}}}}} وهي مساوية للصفر ، إذن arccos(x) + arcsin(x) هي عبارة عن دالة  ثابتة.
نستنتج من ذلك أن:
مجموع arccos(x) و arcsin(x) عدد حقيقي ثابت (لأن مشتقة الثابت هي الصفر) يتم تعيينه أي أن:
{\displaystyle \arccos(x)+\arcsin(x)=\alpha }
نأخذ arcsin(x) إلى الطرف الآخر:
{\displaystyle \arccos(x)=\alpha -\arcsin(x)}
ندخل دالة الجيب تمام على الطرفين:
{\displaystyle \ x=\cos(\alpha -\arcsin(x))}
نبسط التعبير باستعمال قاعدة جيب تمام فرق عددين:
{\displaystyle \ x=\cos(\alpha )\cos(\arcsin(x))+\sin(\alpha )\sin(\arcsin(x))}
أي أن:
{\displaystyle \ x={\cos(\alpha )}{\sqrt {1-x^{2}}}+{x}{\;\sin(\alpha )}}
و بتعويض x ب 0
و التبسيط نحصل على:
{\displaystyle 0=\cos(\alpha )}
بادخال دالة معكوس جيب التمام على الطرفين نحصل على:
{\displaystyle \arccos(0)=\alpha }
أي أن:
{\displaystyle {\frac {\pi }{2}}=\alpha }
و بالتالي نحصل على العلاقة بينهما:
{\displaystyle \arccos(x)+\arcsin(x)={\frac {\pi }{2}}}

## التمثيل بواسطة متسلسلة
لدينا:
{\displaystyle \arccos(x)={\frac {\pi }{2}}-\arcsin(x)}
و بتعويض arcsin(x) بمتسلسلتها نحصل على متسلسلة دالة arccos(x) :
{\displaystyle \arccos(x)={\frac {\pi }{2}}-\sum _{k=0}^{\infty }{{\frac {(2k-1)!!}{(2k)!!}}{\frac {x^{2k+1}}{2k+1}}}}

## على المستوي العقدي

### الشكل اللوغاريتمي

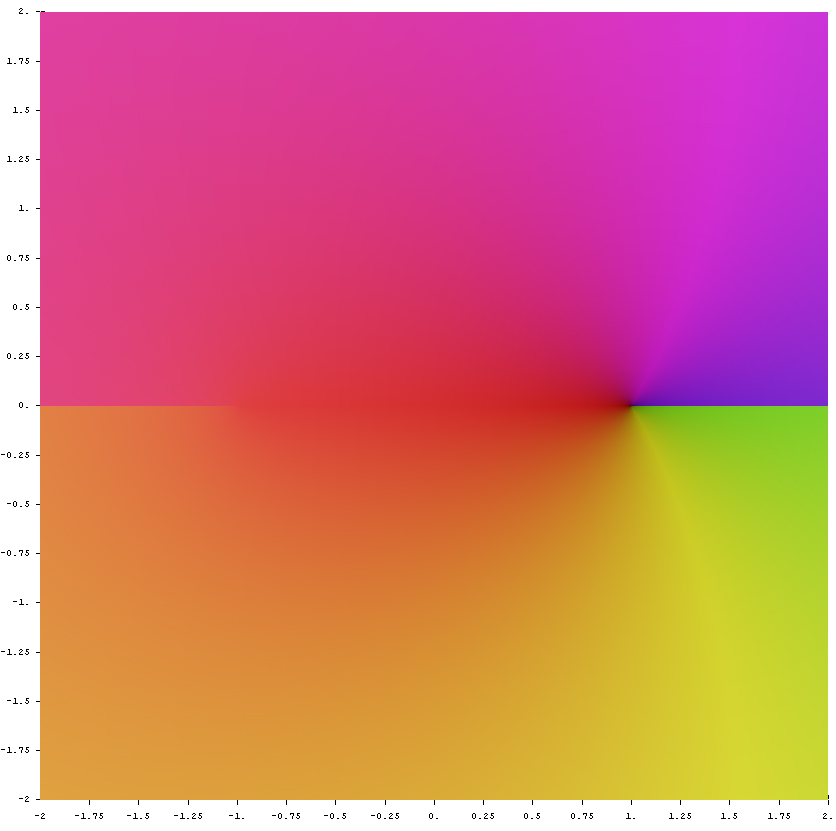
التمثيل البياني اللوني للدالة

يمكن التعبير عن دالة قوس جيب التمام باستخدام اللوغاريتم العقدي:
{\displaystyle \arccos(x)=-i\,\ln \left(x+i\,{\sqrt {1-x^{2}}}\right)={\frac {\pi }{2}}\,+i\ln \left(ix+{\sqrt {1-x^{2}}}\right)={\frac {\pi }{2}}-\arcsin(x).}

## طالع أيضًا
- دوال مثلثية عكسية
- دالة الجيب العكسية
- دالة الظل العكسية